# Història d'Algèria

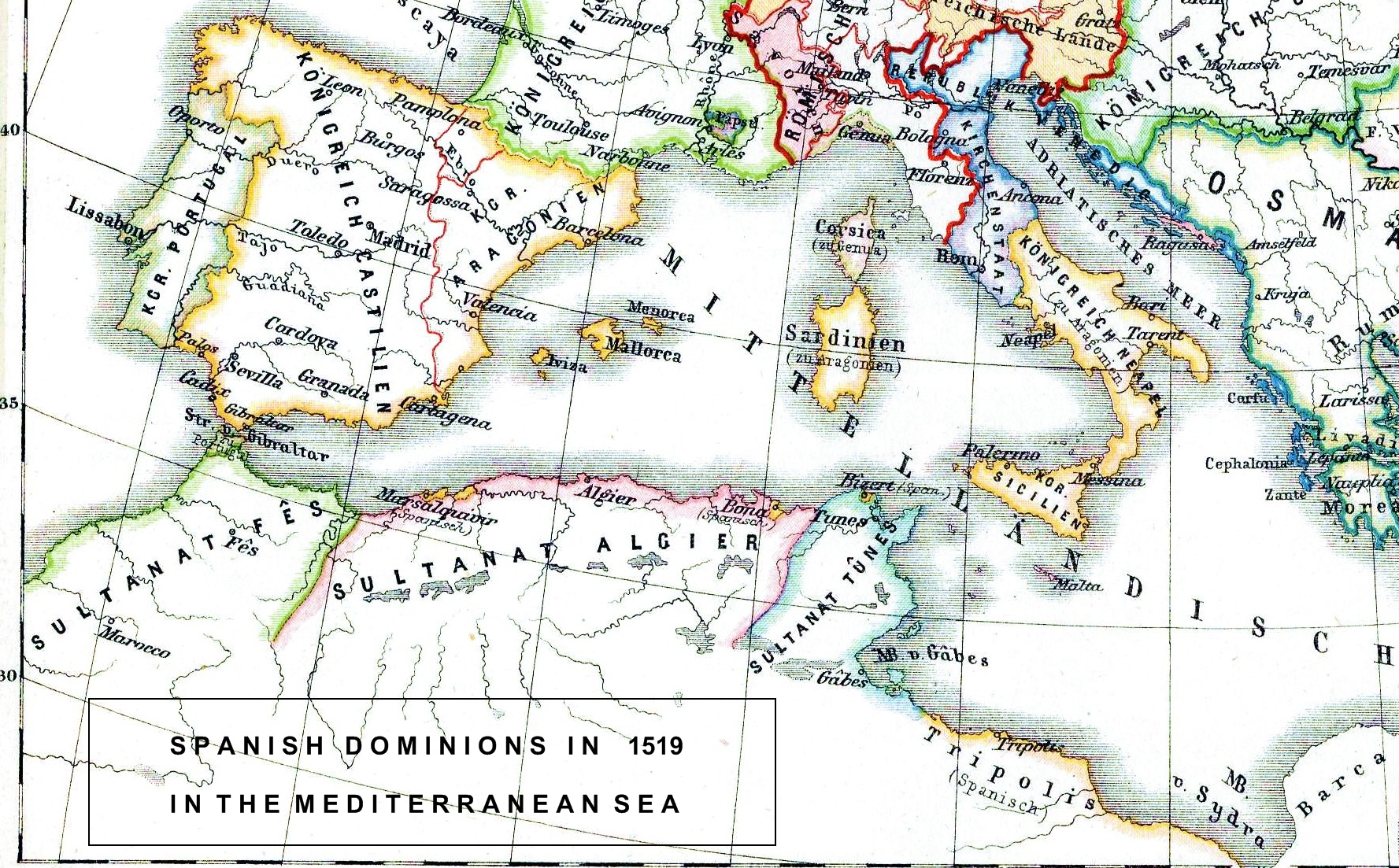
Algèria el 1519, quan Espanya controlava alguns enclavaments de la seva costa

La història d'Algèria es desenvolupa a la fèrtil plana costanera del nord d'Àfrica, que és de vegades anomenada Magrib. L'actual Algèria, durant l'Imperi Romà, va ser part de la província de Mauretania Cesariensis.
Algèria és principalment de parla àrab, però una gran minoria encara parla les llengües indígenes amazigues, supervivents dels temps del Neolític. Les forces més significatives en la història del país han estat l'expansió de l'islam, l'arabització, la colonització otomana i francesa, i la lluita per la independència.

## Prehistòria i història antiga
Les restes humanes més antigues trobades a l'actual Algèria són les del jaciment d'Ain El Ahnech, datades de fa 1,8 milions d'anys. Posteriorment, hi apareixen diferents cultures paleolítiques fins que el Neolític s'hi introdueix amb la cultura capsiana, testimoniada des del 6800 aC i considerada antecessora dels actuals amazics. Sota la influència i, en algunes èpoques, la dominació de Cartago, es va formar al nord el Regne de Numídia. Al 200 aC, van passar a formar part de l'Imperi Romà.

## Edat mitjana: conquesta àrab, islamització i arabització
La introducció de l'islam i l'àrab van tenir un profund impacte al nord d'Àfrica (o el Magrib) a principis del segle vii. La nova religió i el nou idioma van introduir canvis en les relacions socials i econòmiques; van establir vincles amb una rica cultura, i van proporcionar un poderós llenguatge de discurs i d'organització política. Des de les grans dinasties amazigues dels almoràvits i almohades fins als militants buscant un estat islàmic en els anys de la dècada 1990, la tornada dels veritables valors i pràctiques islàmiques ha tingut ressonància social i poder polític.
La caiguda de Roma després de la invasió dels vàndals, i la inestabilitat durant el període romà d'Orient van comportar la reconstitució d'alguns dels principats amazics, que es van resistir a l'ocupació dels omeies musulmans entre els anys 670 i 708. Els personatges més coneguts d'aquest conflicte van ser el rei cristià Kusayla, que va vèncer Sidi Ocba ibn Nafaa l'any 689, a prop de Biskra, i la reina guerrera Dihya, anomenada la Kahena, que al capdavant dels amazics, va infligir, en la Batalla de Meskiana del 693, una severa derrota al cos expedicionari de l'emir Hassan Ibn a Noman, que van retirar-se fins a Trípoli.
Després de la conquesta musulmana, els ciutadans del territori van adoptar la religió islàmica (per a rebre protecció contra els atacs dels nòmades) i progressivament van adquirir la llengua àrab. El mestissatge lingüístic i el contacte entre l'amazic, el fenici, el llatí, l'àrab, el castellà, el turc i el francès va donar lloc a l'àrab algerià (i a l'àrab magrebí, en general) que ha evolucionat fins a l'actualitat, així com la llengua amaziga.
Quant a la immigració àrab a l'Àfrica del Nord, va ser de poca importància excepte en les dues regions exteriors d'Algèria, Kairuan i Tànger. Una gran part de la població de llengua àrab és d'origen amazic, ja que la contribució demogràfica àrab va ser limitada.
La primera part de la conquesta musulmana de la península Ibèrica va ser conduïda per un contingent amazic, compost gairebé en la seva totalitat per conversos, entre ells el cap Tàriq ibn Ziyad, que va donar el seu nom al penyal de Gibraltar (Djebel Tariq).
A començaments del segle viii, davant de la dominació omeia de tot el Magrib, diverses tribus amazigues van començar a unir-se a l'entorn d'Abu Qurra i es van rebel·lar contra l'ocupació àrab. La seva lluita va continuar sota diverses dinasties kharis amazigues en un conflicte que va durar prop d'un segle.
Al segle x, Ubayd-Al·lah al-Mahdí va fundar la dinastia fatimí en la Baixa Cabília. Els fatimites van establir la seva autoritat a l'Àfrica del Nord entre el 909 i el 1171, i van fundar un califat dissident dels abbàssides de Bagdad.
Aquest regne va estar marcat per nombroses revoltes del kharigisme, especialment la d'Abu Yazid encapçalant les tribus amazigues en el 944, i que va infligir la més severa victòria contra l'armada fatimita, debilitada i vulnerable, i prengué la ciutat de Kairuan. La revolta va ser vençuda per Ziri ibn Manad, al capdavant de les tribus sanhadjes, que va rebre el lloc de governador del Magrib central per haver salvar l'imperi. El seu fill, Bologhine ibn Ziri, va heretar el control d'Ifríqiya el 972 i els zírides hi van regnar uns dos segles.
A partir del 1048, en temps d'Ibn Khaldun, algunes tribus àrabs hilalianes del sud van emigrar a l'Àfrica del Nord i van ser enviades pel poder fatimita per reprimir els zirides i hamadites. En onades successives, van entrar en algunes grans ciutats, que van saquejar i destruir. A Algèria, aquestes tribus del sud es van aliar amb algunes tribus locals. Aquests dos regnes, pròspers en aquell temps, es van empobrir enormement a causa d'aquestes incursions. Els zirites van canviar la seva capital de Kairuan a Mahdia, i els hamadites, d'Al-Quala a Bugia.
Algèria estava llavors sota el control dels almoràvits en una petita regió de l'oest, sota els hamadites en el centre, i sota els zirites a l'est. El 1152, una nova dinastia amaziga musulmana, els almohades, va vèncer definitivament els poders regnants. Estaven dirigits per Muhammad Ibn Tumart, el seu cap espiritual, al qual succeeix Abd En-mumin. Els almohades van formar un dels imperis més poderosos de la Mediterrània, unificant el Magrib i Al-Àndalus fins al 1269. A través de les grans ciutats del litoral (Bugia, Annaba, Alger…), es van obrir a l'Occident cristià, amb què van mantenir estrets intercanvis comercials.
La caiguda dels almohades va marcar un gir en les relacions amb els països cristians del nord, que s'organitzaren per a la conquesta mentre que el mite de la invencibilitat musulmana s'esfondrà. En el Magrib, s'imposen unes dinasties zenetes, com els merinides de Fes a l'actual Marroc, i els abdelwadides de Tilimsen a l'Algèria actual. Els hafsides aconsegueixen Tunísia i l'est d'Algèria. Aquestes dinasties van ser pròsperes en el segle xiii i XIV, però van patir la pressió de l'apogeu d'Espanya i Portugal cap a la fi del segle xv. Debilitat llavors per lluites internes per l'accés al tron, l'Imperi almohade va veure minvat el seu poder i els seus dominis es van descompondre progressivament.
Arran de la victòria definitiva de les tropes dels reis catòlics el 1492, una part de la població d'Al-Àndalus és obligada a fugir de la península Ibèrica. Si bé els mudèjars ja havien començat a emigrar des de finals del segle xv, l'emigració cap al Magrib s'intensifica a partir de la pragmàtica del 1502, que els obligava a convertir-se al catolicisme, però sobretot a partir de la seva expulsió completa el 1669. Els moriscs es van refugiar majoritàriament tant al Marroc com a Algèria, països que desconeixien per complet. L'arribada d'aquestes grans famílies a la meitat oest d'Algèria va influir profundament en la cultura i en la vida social, i va contribuir a la construcció de les grans ciutats i a l'expansió de la seva economia.

## Domini otomà
Vegeu: Llista de governants d'Algèria
Durant 300 anys, des del començament del segle xvi, Algèria va ser una província de l'Imperi Otomà sota una regència que tenia Alger com la seva capital (vegeu Dey). Durant aquest període, el modern estat algerià va començar a emergir com un territori diferent entre Tunísia i el Marroc. Algèria i els seus voltants, coneguts col·lectivament com a Barbaria, van ser bases per a la pirateria del mar Mediterrani, així com per a l'esclavitud dels cristians.

## Algèria francesa (1830-1962)
L'ocupació francesa d'Algèria, que va començar el 1830, va tenir un profund impacte; hi va haver un moviment de resistència liderada per Abdel Kader. A més de suportar ser governats per un poder estranger no musulmà, molts algerians van perdre les seves terres amb el nou govern o amb els colons. Els líders tradicionals van ser eliminats, tancats, o fets irrellevants, i el tradicional sistema educacional va ser àmpliament desmantellat; les estructures socials van ser pressionades fins al punt de trencament. Vistos pels europeus amb condescendència o menyspreu, els algerians van suportar 132 anys de subjugació colonial. A la primera part de la colonització francesa, els musulmans i els jueus eren vistos com a nacionals francesos, però no com a ciutadans francesos. No obstant això, el 1865, Napoleó III els va permetre sol·licitar la total ciutadania francesa, una mesura que pocs van prendre, ja que involucrava renunciar al dret de ser governat per la xaria en assumptes personals, i va ser considerat un tipus d'apostasia; el 1870, la ciutadania francesa es va fer automàtica per als jueus, una decisió que va fer enfadar enormement els musulmans, que van començar a considerar els jueus com els còmplices del poder colonial. Tanmateix, aquest període va veure el progrés en la salut, en algunes infraestructures, i en l'expansió global de l'economia d'Algèria, així com la formació de noves classes socials que, després de l'exposició d'idees d'igualtat i llibertat política, ajudaria a propulsar el país cap a la independència. Durant els anys de domini francès, les lluites per sobreviure, coexistir, assolir la igualtat, i aconseguir la independència van donar forma a una gran part de la identitat nacional algeriana.
Durant el segle xix, entre els colons que es van establir a Algèria durant la colonització francesa, hi va haver una important colònia formada per nord-catalans, balears i valencians, establerts bàsicament prop d'Orà, que van editar publicacions periòdiques en català amb ortografia francesa.
Les massacres del 1945 van marcar un gir en la història algeriana. L'abril del 1945, els francesos van arrestar el líder algerià més popular, Messali Hadji. L'1 de maig, els simpatitzants del seu partit, el PPA (Parti du peuple algérien) van participar en manifestacions que van ser suprimides violentament per la policia. Diversos algerians van morir. Però va ser el 8 de maig, quan França va celebrar la rendició incondicional d'Alemanya, que més morts va provocar un violent aixecament de la població algeriana de Setif i els seus voltants. L'exèrcit va calar foc a les viles. 6.000-8.000 persones van morir, segons Yves Bénot. D'ara endavant, semblava evident per a tots els nacionalistes que la independència no podia ser guanyada per mitjans pacífics.
La Guerra d'Independència d'Algèria (1954-1962), brutal i llarga, va ser el punt més important de la recent història del país. Encara que sovint fratricida, a la llarga va unir els algerians i va promoure el valor de la independència i de la filosofia de l'anticolonialisme en la consciència nacional. L'ús sistemàtic de la tortura per part dels francesos no va assegurar la victòria militar.

## Algèria independent (des del 1962)
No obstant això, cal recordar que més d'un milió d'algerians (o el 10% de la població d'Algèria en aquesta època) van ser forçats a fugir del país el 1962 a causa de les esquerdes obertes per la guerra civil: aquests van ser els algerians d'origen europeu o jueu (anomenats pieds-noirs) i els algerians musulmans que havien recolzat l'Algèria francesa (els anomenats harkis).
El 1962, va començar un període de relativa estabilitat sota un govern simpatitzant del socialisme. El 1965, els militars van enderrocar Ahmed Ben Bella, pertanyent a la tendència d'esquerra del Front d'Alliberament Nacional d'Algèria i Houari Boumedienne es va convertir en cap d'estat. Fins al 1988, no es va permetre la legalització d'altres partits polítics diferents al que exercia el poder. Des de llavors, els militars han dominat la política algeriana fins avui.
El 1991, el Front Islàmic de Salvació (FIS), un moviment fonamentalista, va guanyar la primera volta d'unes eleccions democràtiques. Es va declarar l'estat d'emergència per impedir la seva arribada al govern, fet que va acabar en una violenta guerra civil. Les massacres generalitzades no van acabar fins a la pau i la consegüent celebració d'eleccions el 1997, en què va ser escollit l'actual dirigent, Abdelaziz Bouteflika, el qual va ser president fins a l'any 2019 en què dimitir en mig d'una revolta popular.
La Cabília continua essent un focus d'agitació a causa de la discriminació de la cultura amaziga, majoritària en aquesta regió.